# Мелик-Гайказян, Виген Иосифович
Виген Иосифович Мелик-Гайказян (16 августа 1920 – 9 января 2023) — советский и российский учёный, доктор химических наук, профессор; известный учёный в области теории физико-химических процессов флотации.
Автор многих научных трудов и нескольких патентов.

## Биография
Родился 16 августа 1920 года в Тбилиси (Грузия) в семье Иосифа Исааковича Мелик-Гайказяна (1887—1938, репрессирован) и Елены Николаевны, урожд. княжны Абамелик (Абамелек; 1889—1962). С 1921 года семья жила в Армении в посёлке Аллаверды, с 1928 года — в Ереване.
Окончив в 1937 году среднюю школу, в 1938 году поступил в Ереванский политехнический институт (ныне — Национальный политехнический университет Армении), который окончил в 1944 году с отличием по специальности «Технология электрохимических производств». С 1942 по 1946 годы работал в Институте химии Академии наук Армянской ССР старшим лаборантом и младшим научным сотрудником. В качестве лаборанта-химика участвовал в испытаниях поглотителей для противогазов.  В 1946 году поступил в аспирантуру Института физической химии АН СССР в Москве, воспитанник академика А. Н. Фрумкина. По окончании аспирантуры защитил кандидатскую диссертацию на тему «Изучение кинетики адсорбции поверхностно-активных веществ на ртутном электроде».
С 1951 по 1968 годы Мелик-Гайказян работал в Томском политехническом институте (ТПИ) ассистентом и старшим преподавателем Кафедры физической и коллоидной химии, доцентом Кафедры обогащения полезных ископаемых, старшим научным сотрудником и руководителем Лаборатории поверхностных явлений и флотации. В 1952 году был направлен в Москву, где у профессоров И. М. Верховского (Московский горный институт) и С. М. Ясюкевича (Московский институт цветных металлов и золота) подготовил учебный курс флотации для последующего его преподавания в ТПИ. В 1954 году стал доцентом по кафедре «Обогащения углей». В 1967 году в московском Институте физической химии АН СССР защитил докторскую диссертацию на тему «Исследование механизма действия аполярных реагентов при флотации частиц с гидрофобными и гидрофобизированными поверхностями».
С января 1968 года Виген Иосифович работал в Кузбасском политехническом институте (ныне Кузбасский государственный технический университет имени Т. Ф. Горбачёва, город Кемерово) на кафедре «Обогащение полезных ископаемых». Здесь с июля 1968 года стал заведующим этой кафедры.
В 1976 году В.И. Мелик-Гайказян был избран по конкурсу на должность профессора кафедры горного дела и охраны труда Курского политехнического института. Здесь им были организованы учебные лаборатории по специальности «Обогащение полезных ископаемых». Он регулярно выступал с докладами на всесоюзных и отраслевых научных конференциях, принимал участие в международных конгрессах по обогащению полезных ископаемых, являлся членом Научного совета по физико-химическим проблемам обогащения полезных ископаемых при Отделении геологии, геофизики, геохимии Академии наук СССР.
С 2015 до 2017 года продолжал свою научную и преподавательскую деятельность в Юго-Западном государственном университете (город Курск) главным научным сотрудником Научно-образовательного центра «Ресурсосберегающие производства продуктов питания при переработке сельскохозяйственного сырья».
Награждён медалями «За доблестный труд в Великой Отечественной войне», «За доблестный труд. В ознаменование 100-летия со дня рождения Владимира Ильича Ленина», «За заслуги перед Курской областью» III степени и др. Почетный работник высшего профессионального образования Российской Федерации.

## Семья
Жена — Ирина Яковлевна Мелик-Гайказян (1922—1998), доктор физико-математических наук, профессор. 
Дочери: 
- Елена Вигеновна Мелик-Гайказян (род. 1949), кандидат медицинских наук (1980). Преподаватель (кафедра фармакологии педиатрического факультета Сибирского медицинского университета (Томск).
- Мария Вигеновна Мелик-Гйказян (род. 1954), кандидат экономических наук (1984), доцент Томского политехнического университета.
- Ирина Вигеновна Мелик-Гайказян (род. 1960), доктор философских наук (1995). Заведующая кафедрой истории и философии науки и директор Института теории образования Томского государственного педагогического университета.

Внучка — Елизавета Владимировна Мелик-Гайказян окончила (2015) физический факультет МГУ.  В 2019 году вошла в список 30 самых перспективных людей России по версии российского издания «Forbes».